# NGC 50

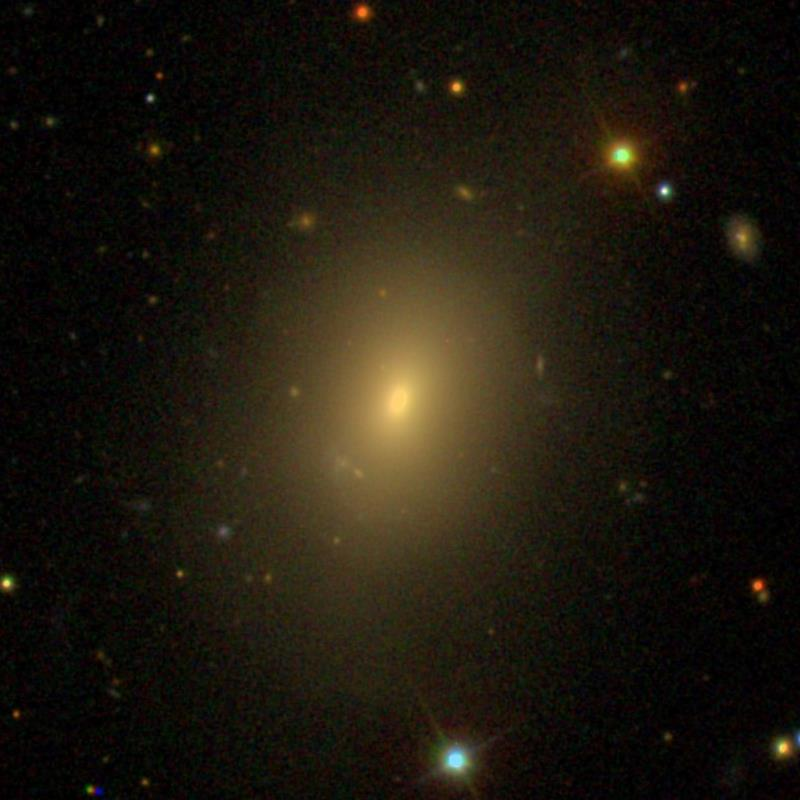
NGC 50

NGC 50是鲸鱼座的一個椭圆星系。直径为 170,000 光年。 于 1865 年由加斯帕雷·法拉利发现。星等為12.3，赤經為14分44.6秒，赤緯為-7°20'42"。
NGC 50 的其他名称是 MCG -1-1-58 和 PGC 983。